# Service d'assistance canadienne aux organismes
Le Service d'assistance canadien aux organismes, ou SACO (Canadian Executive Service Organization, ou CESO en anglais) est un organisme de bienfaisance enregistré destiné à accroître le bien-être économique et social au Canada et à l'étranger. Il a été créé en 1967. Près de 3 000 volontaires contribuent au travail de l'organisation dans les secteurs public et privé, et dans les domaines suivants : le développement économique et social, la gouvernance, l'environnement, l'entrepreneuriat jeunesse et l'engagement du public.  
SACO est financé par l'Agence canadienne de développement international (ACDI), Affaires indiennes et du Nord Canada (AINC) ainsi que différents partenaires financiers (entreprises, fondations, donateurs individuels).
Don Johnston est le président et chef de la direction actuel de SACO, tandis que Wayne Gladstone est le président du conseil d'administration